# Toaripi Lauti
Sir Toaripi Lauti, do 1980 Toalipi Lauti (ur. 28 listopada 1928, zm. 25 maja 2014) – tuwalski polityk, reprezentant atolu Funafuti. Pierwszy premier i minister spraw zagranicznych niepodległego Tuvalu (1978–1981).

## Życiorys
Urodził się na terytorium obecnej Papui-Nowej Gwinei, gdzie jego rodzice byli misjonarzami. Jego imię pochodzi od nazwy jednego z dystryktów w prowincji Gulf. Uczył się w Queen Victoria School na Fidżi, a kolejne nauki pobierał w Nowej Zelandii – odpowiednio: na Wesley College (Auckland), St Andrew's College a potem na Christchurch's Teachers' College (oba w Christchurch). Po ukończeniu tejże ostatniej, w latach 1953–1962 pracował jako nauczyciel w szkole średniej na Wyspach Gilberta i Lagunowych (dokładniej na atolu Tarawa). Od 1962 roku był ściśle powiązany z wydobyciem fosforytów na Nauru (przy ich wydobywaniu pracowało wielu jego rodaków). Był odpowiedzialny m.in. za szkolenie nowych pracowników, często był też mediatorem w czasie drobnych konfliktów.
W latach 60. i 70. wzrosła niechęć wśród mieszkańców Wysp Gilberta (obecnie Kiribati) i Lagunowych (obecnie Tuvalu). Różnice wynikały m.in. z trudności dostępu do szkolnictwa i pracy dla mieszkańców Wysp Lagunowych. Kiedy na terenach przyszłego Tuvalu pojawiały się plany stworzenia osobnego państwa, Lauti momentalnie porzucił swoją funkcję w branży fosforytowej (opuścił niepodległe już Nauru w 1974 roku). W wyborach do zgromadzenia prawodawczego Wysp Gilberta i Lagunowych został wybrany ze swojego atolu Funafuti. W tym samym roku, mieszkańcy Wysp Lagunowych opowiedzieli się w referendum za odłączeniem się od Wysp Gilberta (aż 93% ludności była za tym rozwiązaniem). W październiku 1975 Wyspy Lagunowe odłączyły się od Wysp Gilberta (oficjalnie nastąpiło to 1 stycznia 1976), a Lauti został naczelnym ministrem a także ministrem spraw wewnętrznych (od 2 października 1975). Ponownie wybrano go na to stanowisko we wrześniu 1977.
1 października 1978 roku Tuvalu uzyskało niepodległość; Lauti został pierwszym premierem kraju (de facto najważniejsza funkcja w państwie, nominalnie władcą kraju jest monarcha brytyjski) i ministrem spraw zagranicznych (każdy premier Tuvalu zostawał równocześnie ministrem spraw zagranicznych; zmieniło się to dopiero w 2010 roku). W tym czasie Lauti był dobrze postrzegany zarówno w rodzinnym kraju jak i przez społeczność międzynarodową.
Odbywał wizyty zagraniczne jako reprezentant kraju. Jedną z takich była odbyta w lutym 1979 w Stanach Zjednoczonych. W jej wyniku rząd tuwalski zainwestował w nieruchomości 550 380 dolarów (albo 554 380 dolarów) z amerykańskim finansistą Sydneyem Grossem. Nie była to jednak udana inwestycja, była ona też przedmiotem licznych kontrowersji i głównym czynnikiem, przez który Lauti przegrał kolejne wybory we wrześniu 1981 (zastąpił go Tomasi Puapua). W latach 1981–1990 był liderem opozycji. W okresie od 1 października 1990 do 1 grudnia 1993 pełnił funkcję gubernatora generalnego – zastępcy brytyjskiej królowej Elżbiety II, pozostającej formalną głową państwa.
W 1997 roku został wybrany jako specjalny wysłannik Rady Ministrów na konferencję ONZ, na której poruszano kwestie zmieniającego się klimatu na Ziemi (konferencja miała miejsce w Kioto).
W 1990 otrzymał honorowy tytuł szlachecki. Był też odznaczony Orderem św. Michała i św. Jerzego. Zmarł 25 maja 2014 roku. Był żonaty, pozostawił trzech synów i dwie córki.